# 22ª bis Brigata Garibaldi "Vittorio Sinigaglia"
La 22ª bis Brigata Garibaldi d'assalto "Vittorio Sinigaglia" fu una brigata partigiana che operò nel Fiorentino nell'estate del 1944.

## Costituzione e attività
La Brigata "Sinigaglia" nacque il 6 giugno 1944 dalla fusione di sei distaccamenti. Ebbe come base il Monte Scalari e le principali zone di operazione andavano dal Valdarno e il Chianti fino alla periferia di Firenze. Era intitolata al dirigente e fondatore dei GAP fiorentini Alessandro Sinigaglia (Vittorio), ucciso dai fascisti in uno scontro a fuoco nel gennaio 1944..
Comandante della I Compagnia della "Sinigaglia" fu Sergio Donnini conosciuto con il nome di battaglia Comandante "Otto".
Della Brigata Sinigaglia, che faceva parte della Divisione Garibaldi "Arno" guidata da Aligi Barducci (Potente), furono comandante militare Angiolo Gracci (Gracco) e commissario politico Sirio Ungherelli (Gianni); fra i componenti più giovani - compì 19 anni proprio quando Firenze fu liberata - vi era Silvano Sarti (Pillo), futuro dirigente della CGIL e dell’ANPI, instancabile testimone dei valori resistenziali fino alla morte.
Nei suoi ranghi militarono anche numerosi ex prigionieri di guerra stranieri, di cui 23 sovietici, tre polacchi, tre jugoslavi e due statunitensi.

## Persone legate alla Brigata
- Angiolo Gracci (Gracco)
- Sirio Ungherelli (Gianni)
- Nikolaj Bujanov
- Giorgio Pacini
- Silvano Sarti (Pillo)

## Opere ispirate alla 22ª bis Brigata Garibaldi
- Omaggio a Gracco e alla Brigata Sinigaglia, scrittura drammaturgica e regia di Antonello Nave - Altroteatro Firenze, 2021